# Bedřich Pacák

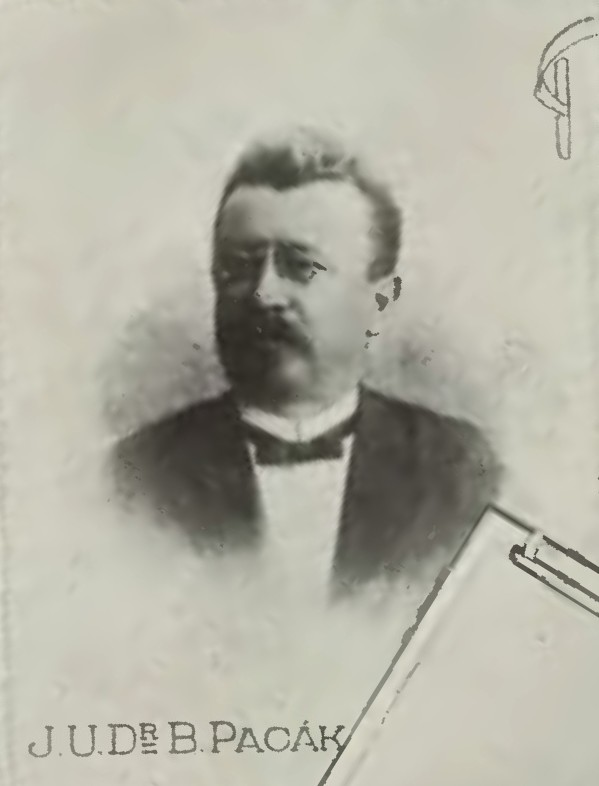

Bedřich Pacák, född 13 september 1846 i Bělohrad i Böhmen, död 24 maj 1914 i Veltrusy, var en tjeckisk politiker. 
Pacák satt 1868–71 fängslad för upproriskt tal vid en studentsammankomst, ägnade sig därefter i Pragtidningen "Národní listy" åt politisk journalistik, promoverades till juris doktor, blev 1883 advokat i Kuttenberg samt invaldes 1889 i böhmiska lantdagen och 1891 i österrikiska riksrådets deputeradekammare. Från 1901 fungerade Pacák, en av det ungtjeckiska partiets grundläggare, som ordförande i de ungtjeckiska deputeradenas partisammanslutning, och han var 1906–08 som tjeckisk minister utan portfölj medlem av ministären Max Wladimir von Beck.